# بنیاد مسکن انقلاب اسلامی
بنیاد مسکن انقلاب اسلامی سازمان دولتی در ایران است، که به دستور سید روح الله خمینی در فروردین ماه ۱۳۵۸ تأسیس شد. اساسنامه بنیاد در تاریخ ۱۷ آذرماه ۱۳۶۶ به تصویب مجلس شورای اسلامی رسید. مهم‌ترین وظایف این سازمان شامل: انجام پروژه‌های کارشناسی دربارهٔ زمین‌های روستایی و کمک در جهت تأمین مصالح ساختمانی می‌باشد.

## رؤسای بنیاد
عالی‌ترین مرجع تصمیم‌گیری در بنیاد مسکن؛ شورای مرکزی است که ترکیب آن به صراحت در فرمان روح‌الله خمینی قید شده‌است و عبارتند از: نماینده رهبری، نماینده دولت (وزیر راه و شهرسازی) و ۳ نفر از مهندسان و کارشناسان ساختمان و شهرسازی به انتخاب ۲ نفر اول. رئیس بنیاد نیز از میان شورای مرکزی انتخاب می‌شود.
غلامرضا صالحی یکی از مدیران ارشد بنیاد مسکن انقلاب اسلامی است که در مرداد ۱۴۰۲ به‌عنوان رئیس جدید این بنیاد منصوب شد، پیش از این در سمت‌های مختلف مدیریتی در این بنیاد فعالیت کرده و تجربه قابل‌توجهی در حوزه عمران و مسکن دارد.
رؤسای بنیاد مسکن انقلاب اسلامی از ابتدای تأسیس تاکنون:
- محمدکاظم سیفیان (۱۳۶۰–۱۳۵۸)
- رحمت‌الله خسروی
- عبدالله جعفریان
- عباس آخوندی (۱۳۷۲–۱۳۶۶)
- داود دانش‌جعفری (۱۳۷۴–۱۳۷۲)
- حسینعلی روحانی (۱۳۸۰–۱۳۷۴)
- محمد سعیدی‌کیا (۱۳۸۴–۱۳۸۰)
- علیرضا تابش (۱۴۰۰–۱۳۸۴)
- اکبر نیکزاد (۱۴۰۲–۱۴۰۰)
- غلامرضا صالحی (۱۴۰۲-تاکنون)

## هماهنگی بنیاد مسکن با وزارت مسکن
در فروردین سال ۱۳۵۹ وزیر مسکن و شهرسازی وقت؛ محمدشهاب گنابادی بخاطر مبنی بر لزوم داشتن یک سیاست هماهنگ و روشن از سوی دولت در حوزه مسکن مستضعفین، خواستار این شد که بنیاد مسکن در چهارچوب سیاستهای هماهنگ با وزارت مسکن و به صورت یک بازوی قوی برای کارهای اجرایی در خدمت مستضعفان و محرومان از نظر مالی و اجرایی و به شیوه جهاد سازندگی زیر نظر وزارت مسکن و شهرسازی عمل نماید که این درخواست با موافقت سید روح‌الله خمینی مواجه شد.

## اهداف بنیاد مسکن انقلاب اسلامی
اهداف بنیاد مسكن انقلاب اسلامی‌ طبق اساسنامه و قوانین مصوب مجلس شورای اسلامی عبارتند از: 
 مطالعه و بررسی در زمینه تشخیص و تعیین نیازمندی‌های مسكن محرومان اعم از روستایی و شهری و فراهم آوردن موجبات اجرای آن با  مشاركت، همكاری و خودیاری مردم و دستگاههای مختلف
 تهیه طرح مجتمع‌های زیستی و واحدهای مسكونی ارزان قیمت و اجرای آنها به طور مستقیم یا با مشاركت مردم و همكاری دستگاههای ذیربط در روستاها و شهرها
تهیه زمین مورد نیاز طرح‌ها و پروژه‌های بنیاد و آماده سازی آنها
كمک در جهت تأمین مصالح ساختمانی كشور از طریق تهیه، تولید و توزیع
تهیه طرح‌های‌هادی و اصلاح معابر در روستاها با هماهنگی دستگاههای ذیربط و اجرای آن با مشاركت مردم از محل اعتبارات مصوب واگذاری دولت
تهیه و ارایه طرحهای لازم برای بازسازی مناطق آسیب‌دیده در اثر جنگ، سیل، زلزله و سایر سوانح طبیعی و اجرای آنها با مشاركت مردم و هماهنگی با  سازمان‌ها و دستگاههای ذیربط
مطالعه و برنامه ریزی و اجرای مصوبه دولت مبنی بر ساخت دو میلیون واحد مسكونی روستایی طی دو برنامه پنج ساله توسعه كشور (ساخت سالانه ۲۰۰ هزار واحد مسكونی روستایی)

## شرکت‌های تابعه و وابسته
بنیاد مسکن انقلاب اسلامی در حال حاضر در تمامی استان‌ها دارای شعبه می‌باشد. سازمان‌ها و شرکت‌های تابعه به شرح زیر است: 
شرکت بازرگانی سرمایه گذاری مسکن 
- شرکت سامان محیط
- شرکت هلدینگ ایجاد محیط
- شرکت بنیاد بتن ایران
- شرکت نوسازی و عمران تهران
- شرکت سازمان توسعه مسکن ایران
- شرکت سرمایه‌گذاری خانه گستر یکم
- شرکت عمران تکلار
- پژوهشکده سوانح طبیعی
- شرکت تجهیز محیط
- مهندسین مشاور ساخت آزما
- شرکت تولیدی خانه گستر
- شرکت نوسازی و عمران اکباتان
- شرکت سیمان شهرکرد
- شرکت آزادراه اهواز بندرامام